# 1541 Estonia
Az 1541 Estonia (ideiglenes jelöléssel 1939 CK) a Naprendszer kisbolygóövében található aszteroida. Yrjö Väisälä fedezte fel 1939. február 12-én, Turkuban. Nevét Észtország után kapta.